# Marcus Nordlund
Lars Marcus Nordlund, född 13 september 1969 i Göteborg, död 3 mars 2018 i Kungsbacka, var en svensk litteraturvetare med inriktning mot engelsk renässanslitteratur, i synnerhet William Shakespeares författarskap.